# Satyrus subtusbipupillata
Satyrus subtusbipupillata är en fjärilsart som beskrevs av Ramon Agenjo Cecilia 1963. Satyrus subtusbipupillata ingår i släktet Satyrus och familjen praktfjärilar. Inga underarter finns listade.